# Янне Нійнімаа
Янне Генрік Нійнімаа (фін. Janne Henrik Niinimaa; 22 травня 1975, м. Рааге, Фінляндія) — фінський хокеїст, захисник. 
Вихованець хокейної школи «Кярпят» (Оулу). Виступав за «Кярпят» (Оулу), «Йокеріт» (Гельсінкі), «Філадельфія Флайєрс», «Едмонтон Ойлерс», «Нью-Йорк Айлендерс», «Мальме Редгокс», «Даллас Старс», «Монреаль Канадієнс», ХК «Давос», ХК «Лангнау», ГВ-71 (Єнчопінг), ХК «Лулео».
У складі національної збірної Фінляндії учасник зимових Олімпійських ігор 1998 і 2002, учасник чемпіонатів світу 1995, 1996, 2000, 2002, 2003, 2004 і 2009, учасник Кубка світу 1996 і 2004. У складі молодіжної збірної Фінляндії учасник чемпіонатів світу 1992, 1994 і 1995. У складі юніорської збірної Фінляндії учасник чемпіонатів Європи 1992 і 1993.
Бронзовий призер зимових Олімпійських ігор 1998. Чемпіон світу (1995), бронзовий призер (2000, 2002). Чемпіон Фінляндії (1994, 1996, 2005), срібний призер (1995). Чемпіон Швеції (2010). Володар Кубка європейських чемпіонів (1996). Учасник матчу всіх зірок НХЛ (2001).